# Dorfkirche Zauchwitz

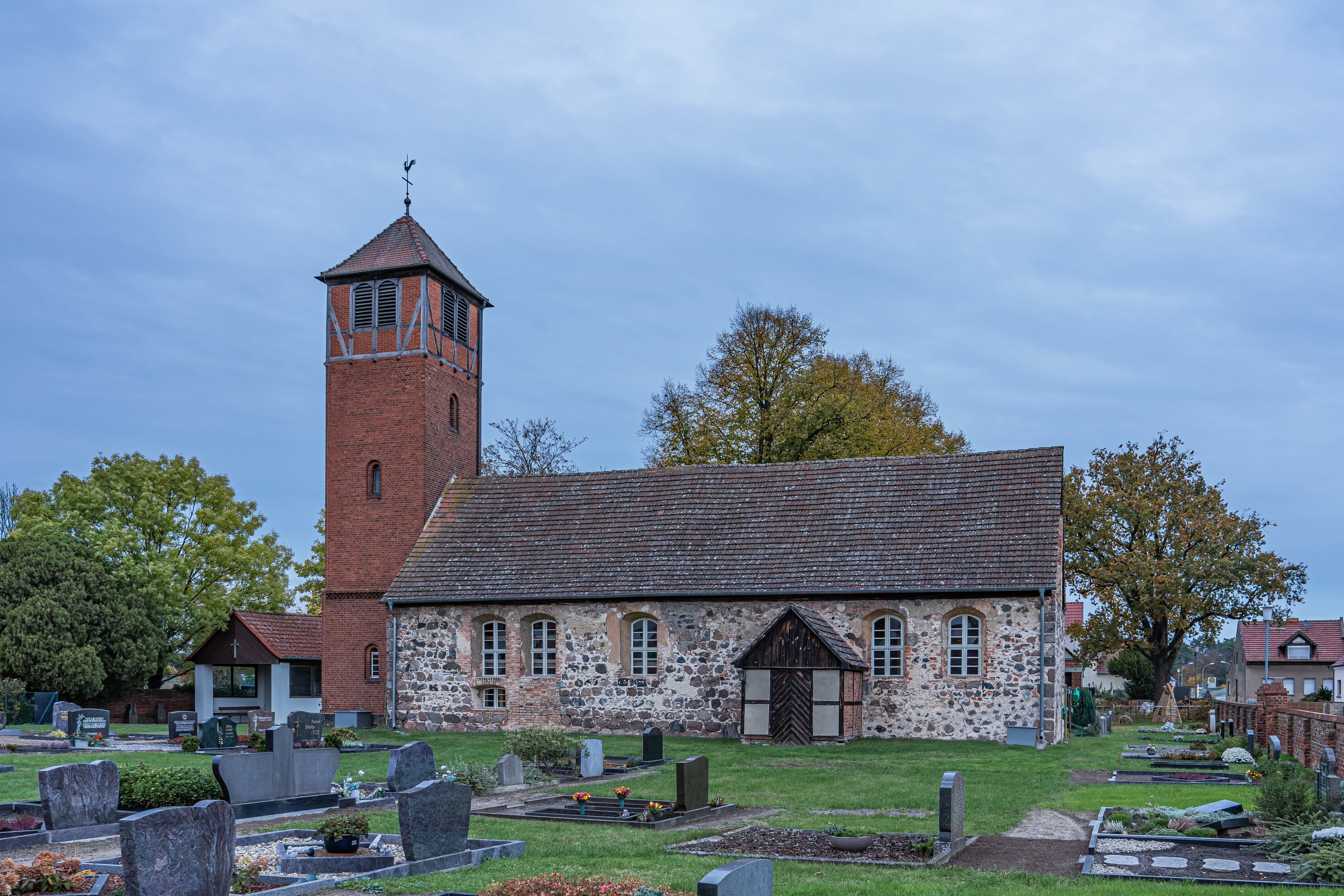
Dorfkirche in Zauchwitz

Die evangelische Dorfkirche Zauchwitz ist ein Sakralbau in Zauchwitz, einem Ortsteil der Stadt Beelitz im Landkreis Potsdam-Mittelmark im Bundesland Brandenburg und steht auf dem auch heute noch als Dorffriedhof genutztem Kirchhof.

## Geschichte
Die Gemeinde Zauchwitz wurde im Jahr 1317 erstmals urkundlich erwähnt. Untersuchungen ergaben, dass im 13. Jahrhundert ein Vorgängerbau existiert haben muss, auf dessen Grundmauern die Kirche errichtet wurde. Die Feldsteinkirche wurde erstmals 1459 erwähnt. Dem Dreißigjährigen Krieg fiel auch dieses Bauwerk zum Opfer. 1650 errichtete die Gemeinde das Bauwerk neu auf. Um 1725 erweiterte sie es nach Osten „etwa der Größe des heutigen Chor- und Altarraumes“. Eine Bauinschrift am Altar berichtet davon, dass bei diesem Anbau auch die Fenster korbbogenförmig umgebaut wurden. Um 1850 errichtete die Gemeinde aus Backstein den quadratischen Westturm. Im Jahr 1881 brannte das Dach sowie der Glockenstuhl. 1894 erhielt die Kirche eine Orgel. Im Zweiten Weltkrieg beschädigte eine Panzergranate den dreieckigen Giebel des Turms. Der Wiederaufbau erfolgte im Jahr 1953 in einer einfacheren Form mit einem Fachwerk. Eine große Sanierung nahm die Gemeinde in den Jahren 1987 bis 1993 vor. Dabei konnten Reste der mittelalterlichen Ausmalung freigelegt werden.

## Architektur

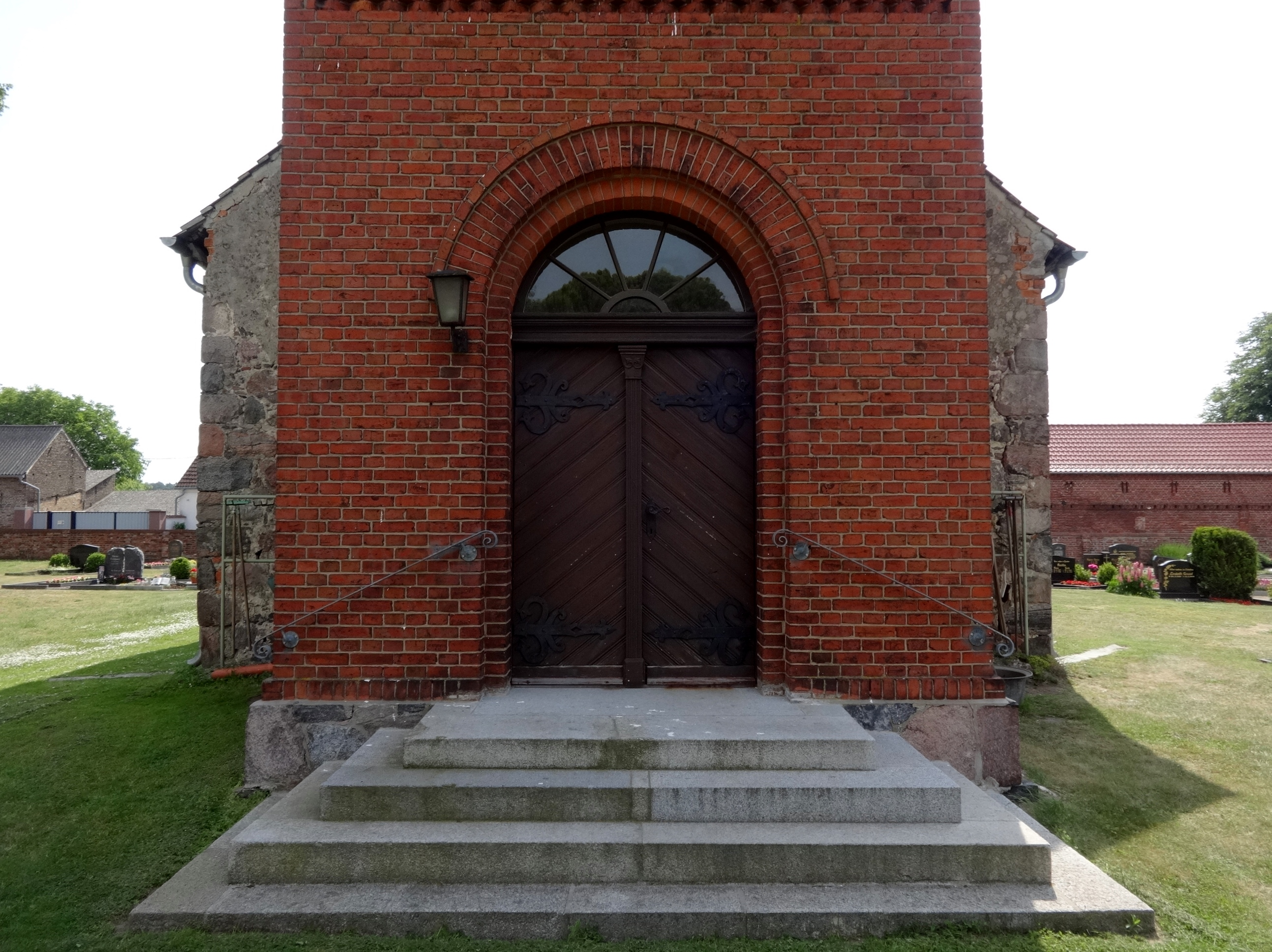
Westportal

Das Kirchenschiff wurde aus ungleichmäßig geschichteten Feldsteinen mit einem rechteckigen Grundriss errichtet. An der südlichen Längsseite des Kirchenschiffs befinden sich nach dem Ausbau im 18. Jahrhundert insgesamt fünf große sowie ein kleines, korbbogenförmiges Fenster. Sie sind in ungleichen Abständen über die Fassade verteilt. Unterhalb des zweiten großen Fensters ist eine Vermauerung aus der Neuzeit erkennbar. Im östlichen Bereich befindet sich die Sakristei, die aus Mauerziegeln und Fachwerk errichtet wurde. Die Chorostwand besteht ebenfalls aus ungleichmäßig geschichteten und nur an den Ecken behauenen Feldsteinen. Oberhalb der Traufe ist eine senkrecht verlaufende Verstärkung auf Mauerziegeln zu erkennen, die auf eine kleine Öffnung zuläuft. An der nördlichen Längsseite befinden sich insgesamt sechs große Fenster, die von zwei kleineren, übereinander angeordneten Fenstern in Richtung Westturm ergänzt werden. Das Schiff ist mit einem schlichten Satteldach versehen. Der aus rötlichen Mauerziegeln errichtete Turm ist ebenfalls vergleichsweise schlicht gehalten. Ein Gesims mit einem Deutschen Band trennt den unteren Teil etwa auf der Höhe der Traufe des Kirchenschiffs. Der Zugang erfolgt über ein rundbogenförmiges, einmal getrepptes Portal, das über eine Treppe erreichbar ist. In beiden Turmgeschossen sind kleine, korbbogenförmige Fenster eingelassen: An der Nord- und Südseite je eines in Höhe des Erdgeschosses sowie des zweiten Stockwerks und je zwei weitere Fenster an der Westseite. Der obere Teil ist mit einem Fachwerk versehen und verfügt auf jeder Seite über zwei rundbogenförmige und gekuppelte Klangarkaden. Oberhalb des Fachwerks schließt der Turm mit einem Zeltdach, einer Kugel und einer Wetterfahne ab.

## Ausstattung
Das Kirchenschiff ist mit einem Tonnengewölbe versehen, das verputzt ist. An seiner Süd- und Ostseite ist eine Empore aus dem 18. Jahrhundert eingebaut. Der Kanzelaltar stammt aus dem Jahr 1726 und steht vor einer großen Draperie. Der Korb steht zwischen zwei Säulen, die mit Akanthuswangen verziert sind. Oberhalb befindet sich eine Sonne, die 1953 bemalt wurde. Bei den Sanierungsarbeiten in den 1990er Jahren konnten Experten eine ornamentale Fensterrahmung freilegen, die aus dem Mittelalter stammt.